# Lacapelle-Marival

Lacapelle-Marival este o comună în departamentul Lot din sudul Franței. În 2009 avea o populație de 1.326 de locuitori.

## Evoluția populației
| An        | 1975  | 1982  | 1990  | 1999  | 2006  | 2009  |
| --------- | ----- | ----- | ----- | ----- | ----- | ----- |
| Populație | 1.151 | 1.202 | 1.201 | 1.247 | 1.320 | 1.326 |